# 伯茲波因特 (密蘇里州)
伯茲波因特（英語：Bird's Point）是位於美國密蘇里州密西西比縣的非建制地區。

## 歷史
伯茲波因特的郵局於1859年設立，1863年關閉後又於1878年重啟，其後於1913年停運。

## 地理
伯茲波因特所處的海拔為高於海平面97米（即318英呎），而該地所採用的時區為UTC-6，即北美中部時區（CST）。同時該地設有夏令時間，為UTC-6調快一小時，即UTC-5（CDT）。